# ミアナシメント
ミアナシメント（英：Mia Nascimento、2000年1月25日 - ）は、日本在住のブラジル人シンガーソングライター。当初はミア・ナシメントの表記も混在していたが、その後ミアナシメントに統一。

## 概要
2016年1月、大阪・堀江を拠点としていたEspeciaが、ツアー「Especia “Estrella” TOUR 2015 -VIVA FINAL-」の新木場STUDIO COAST公演にて、活動拠点を東京へ移すと同時に、3名のメンバー脱退を発表。同年6月、オリジナルメンバーの冨永悠香（HALLCA）、森絵莉加に次ぐ3人目のメンバーとして、新生Especiaに加入。2017年3月末のEspecia解散後は、MILLI MILLI BAR（ミリミリバール）などのバンドのリードヴォーカルや、アイドル・ユニットのかんたんふでの活動を経て、2021年1月よりソロ活動をスタート。また、ソロと並行して、葵（美伎あおい (@aoi_ddm) - X）によるフレキシブルな音楽ユニット、ddmにヴォーカルとして参加。ファンからは“ミアちゃん”、“ミア”、“ミアナシ”と呼ばれている。

## 経歴

### 幼少 - Especia加入まで
ブラジル人の両親の間で生まれる。曾祖父は日本人（2024年4月のイベントにて「最近知ったこと」として発言）で、ブラジルのMPBの代表的なシンガーソングライター、ミルトン・ナシメントを遠戚にもつという。
幼少期より日本に在住し、小学生時代からKARAの熱心なファン（特にニコルとヨンジ）になるなど、常に音楽に触れる環境で育つ。

### Especia
2016年にEspeciaに加入。同年6月25日、東京・渋谷clubasiaで行なわれたイベント「Squid Master #7」にて、Especiaの新メンバーとして始動。
当初はEspeciaがライブではほとんどMCをしないスタイルで、ミアナシメント自身も日本語を話さないギミックを用いたため、ファンの間では謎めいた存在として見られていたが、日本で生活している時間も長く、日本語は堪能。
Especiaとしては、2016年8月に3名体制初となるEP『Mirage』、同年12月にシングル「Danger」、2017年3月にアルバム『Wizard』をリリースしたが、同年3月末をもって解散。

### バンド、アイドル - ソロ活動へ
2017年にジャズ・ピアニスト、シンガーソングライターの矢舟テツローが主宰する「座って聴ける、オトナのアイドルポップス」バンド、MILLI MILLI BARに2代目ヴォーカリストとして加入し、同年11月15日に東京・代官山Weekend Garage Tokyoにてお披露目ライブ「SWING AVENUE autumn 2017」を開催。同時にソロ名義での活動も展開し、「Mi sueno」（ポルトガル語で“私の夢”の意）や「MUiTO SUiTO」（同"最高にスイートな瞬間"）と題したワンマンライブ開催。
2018年11月14日にユニバーサルミュージックからMia名義の1stシングル「明日から」をデジタルリリース。
MILLI MILLI BARとしての活動は自然消滅するが、矢舟とはMia Nascimento Trioとして共演を重ねる。
2019年5月から矢舟の元を離れ、同年7月に西園寺未彩率いるエレクトロシティポップ・アイドル・ユニット、かんたんふのメンバーに加入。
同年10月に志賀ラミー擁するラップ・グループ、絶対忘れるなの楽曲「引力 feat.ミア・ナシメント from かんたんふ」に客演。また、志賀主催のトークイベント「志賀家」にアシスタントして参加。
2020年1月末よりコロナ禍の影響によりかんたんふとしての活動休止を余儀なくされていたが、同年4月に脱退。
約8ヵ月の休止期間を経て、2021年1月31日よりミアナシメントとしてのソロ活動を開始。2022年4月より芸能プロダクション「合同会社モコ・プロ」に所属。
以来、同プロダクションが運営するライブハウス「阿佐ヶ谷家劇場」や、東京・下北沢のライブスペース「mona records」を中心にライブ・イベントを開催。
2024年9月からはシンガーソングライターのにべ子のソロ・プロジェクト、マグノリアの雫。 (@hyperNIBEKO) - Xとの共同企画イベント〈kira kira-きらきら-〉を始動させ、新高円寺LOFT Xをホームに毎月第3金曜日にイベントを開催している。※2025年5月16日#9にて、今後は隔月開催になるとの告知あり。

### 音楽活動以外
Especia解散以降は、音楽以外にもモデルとしても並行して活動している。FUJI Waterのアンバサダー(Especia第2章のアートワークにFIJI Waterを使ったのはミアの持込案件だとか、両親がFIJI Waterの関係者などと噂されることもあるがどちらも事実ではない)やALI「TEENAGE CITY RIOT feat.R-指定」MVに出演、HipHopフェス「POP YOURS」のキーイメージなど。

## 人物・私生活・エピソード
ブラジル人らしい陽気で明るいキャラクターで、ステージ上でもネガティヴな発言はほとんどしない。ddmの葵いわく「典型的な“陽キャ”で、周りを明るくするタイプ」だという。そのノリの良さは歌唱にも活かされているが、歌が上手いのは家族の中では自分のみと述べている。
愛犬はシーズーの「トピー」で、自身のSNSにも頻繁に登場。SNSにはボルダリングやローラースケート、バック宙する動画を投稿するなど、運動神経の良さがうかがえるが、立位体前屈では地面に指先が着かないなど、身体は硬い。
ボルダリングやローラースケートのほか、海、夏、アサイー、KARA、ストレンジャーシングスを好む。頻繁に海辺に足を運ぶ様子をSNSにアップしており、自然派志向といえる。また、KARAへの愛は強く、KARAに会うために、韓国発の音楽フェスの日本版「WATERBOMB JAPAN」のWATERBOMB GIRLSオーディションに応募。フェス開催日にファンと水鉄砲を撃ってイベントを盛り上げた経験も持つ。
2018年7月には、群馬県大泉町で開催されたスター発掘イベントにてファイナリストに選出。
ライブ毎にヘアスタイルが異なるほど、ヘアスタイルを頻繁に変える。ステージに2度登場する際にも髪型をチェンジすることも多く、それを楽しみに来場するファンも少なくない。
ステージでは生き生きとした歌唱やパフォーマンスを繰り広げる一方、MCを苦手と発言しており、そのためかMCの時間は短めにする傾向がある。
芸能プロダクション「合同会社モコ・プロ」所属タレントでありながら、同プロダクション運営のライブハウス「阿佐ヶ谷家劇場」でのイベント出演については「ブランディング上、“阿佐ヶ谷家”にはあまり出演しない」旨の発言を繰り返すなど、自らの活動に強いこだわりを示す一面も持つ。

## 音楽性
オルタナティヴなR&Bやネオ・ソウル、ブラック・コンテンポラリーといったブラックミュージックのほか、AOR、ポップスなどのアーバンな作風を主流とするが、ポエトリーなラップなどの楽曲も歌うなど、あるジャンルに特化することはなく、自身の感性に委ねた楽曲を歌う。
自ら作曲を行なうが、関美彦や.gom（現・UNARI）らとも共同で制作。作詞は「Jasmine no Kaori」（作詞、作・編曲：Hooful）、「Sweet Magic」（作詞、作・編曲：志賀ラミー）以外はミアナシメント自ら担当。
ブラジル人らしい、巧みにリズムを捉える資質とセンスの良いグルーヴを醸し出す才能に溢れる。「Lonely Night」や「Night」などが象徴するように、アンニュイかつダークな色合いの“夜”のラヴソングが目立つ一方、「All right」や「rhythm」などのパステルな彩りのポップソング、「Don't stop the party」「Good time」などのフロアキラー的なダンス・チューンも歌いこなし、表現力の成長も著しい。
楽曲の制作ペースは決して早くはないが、音楽制作ソフト「GarageBand」などを駆使して制作した楽曲を、完成直後にライブにて披露することもしばしば。そのため、初披露の際は、楽曲名がついていないことも少なくない。
矢舟テツロー・プロデュース時代は、ジャズやブラジル音楽などの歌唱にも着手。10代当時はその意図を汲み入れかねたところもあったが、少なからずのちに自身の表現力の振幅性の拡大に寄与。MILLI MILLI BAR時代に歌唱した著名なボサ・ノヴァ曲「サンダリア・デラ」（Sandalia Dela、邦題「彼女のサンダル」）のカヴァー動画に、同曲を作曲したルイス・クラウディオ（Luiz Claudio de Castro）の息子から「歌っている女の子は誰ですか？」とコメントで尋ねられたことがある。

## ディスコグラフィー

### MILLI MILLI BAR
- 作詞作曲編曲：すべて矢舟テツロー。

|   | リリース形態      | タイトル           | 収録曲 | 備考                                                                                                |
| - | ----------------- | ------------------ | --- | --------------------------------------------------------------------------------------------------- |
| 1 | 配信2018年1月19日 | My Sweet Seventeen | My Sweet Seventeen | シングル。現在は配信されていない                                                                    |
| 2 | 配信2018年1月21日 | 遊び半分           | 遊び半分 | シングル。現在は配信されていない                                                                    |
| 3 | CD-R              | MINI MINI R vol.1  | 1. My Sweet Seventeen 2. Sandalia Dela 3. 遊び半分 4. My Sweet Seventeen (karaoke) 5. Sandalia Dela (karaoke) 6. 遊び半分 (karaoke)                    | vol.1とあるが、vol.2以降があったのかは不明                                                          |
| 4 | CD-R              | MIA MANIA vol.1    | 1. 1Laugh Again 2. Miyuki Street 3. Asobi Hanbun 4. Laugh Again (karaoke) 5. Miyuki Street (karaoke) 6. Asobi Hanbun (karaoke)                         | CD-RのジャケやデータにMilli Milli Barの記載がなく、Mia Nascimentoとなっている。vol.2及びvol.3も同様 |
| 5 | CD-R              | MIA MANIA vol.2    | 1. 1SWAN DIVE 2. Dance in the moonlight 3. Call me, Catch me 4. SWAN DIVE (karaoke) 5. Dance in the moonlight (karaoke) 6. Call me, Catch me (karaoke) | -                                                                                                   |
| 6 | CD-R              | MIA MANIA vol.3    | 1. Lucky Girl 2. ねてもさめても 3. Sandalia Dela 4. Lucky Girl (karaoke 5. ねてもさめても (karaoke) 6. Sandalia Dela (karaoke)                         | -                                                                                                   |

### MIA
- MIA名義で配信とMV。MILLI MILLI BAR時代ではあるが、関連はない。

|   | リリース日     | リリース形態 | タイトル | 収録曲   | レーベル                 | 備考 |
| - | -------------- | ------------ | -------- | -------- | ------------------------ | --- |
| 1 | 2018年11月14日 | 配信         | 明日から | 明日から | ユニバーサルミュージック | - 作詞:MIRAI - 作曲:Yuria Sonnodo, Renato Iwai - 編曲:Renato Iwai - Mixed by:Luis Paulo Serafin - Mastered at Brendan Audio (California) by:Brendan Duffey - Produced by:Renato Iwai - MV MIA - 明日から - YouTube |

### かんたんふ
音源のリリースはなかった。

### 現体制
- 現在の音楽性になった2021年1月以降、フィジカルとして正規流通しているのはモコ・プロ所属の幸せはとね（現：具志堅はとね、モコ・プロも卒業）の曲と「rhythm」「Don't stop the party」が収録された8cmCDのみ。
- 配信はHooful（オーストラリア・シドニー在住のEspeciaのファン）の作詞作曲編曲のシングル「Jasmine no Kaori」とEP「Novo começo（新たな始まり）」のふたつ。
- 「NOITE.Forget」と「Blue Light」が企画「南波一海のアイドル三十六房」と連動しタワーレコード渋谷店の店頭に並んだがCD-Rである。
- ライブの特典会で購入できるCD-Rが複数種類あり。

|    | リリース日    | リリース形態 | タイトル         | 収録曲                                                                        | 備考 | レーベル    | 規格品番  |
| -- | ------------- | ------------ | ---------------- | ----------------------------------------------------------------------------- | --- | ----------- | --------- |
| 1  | 2021年3月7日  | CD-R         | All right        | 1. All right 2. 不透明                                                        | - 作詞・作曲・編曲：ミアナシメント | -           | -         |
| 2  | 2021年4月16日 | 配信         | Jasmine no Kaori | Jasmine no Kaori                                                              | - 作詞・作曲・編曲：Hooful - 初出：2021年4月4日 | -           | -         |
| 3  | -             | CD-R         | Miss you         | Miss you                                                                      | - 作詞・作曲・編曲：ミアナシメント | -           | -         |
| 4  | 2021年7月1日  | CD-R         | NOITE.           | forget                                                                        | ライブで使われているトラックと異なるヴァージョン。モノラル収録。 | -           | -         |
| 5  | 2021年        | CD-R         | KUMO             | -                                                                             | トラック作成：.gom | -           | -         |
| 6  | 2022年        | CD-R         | forget.(guitar)  | -                                                                             | 2021年5月8日予約特典 | -           | -         |
| 7  | 2022年1月     | CD-R         | Sem nome         | 1. night 2. rainy day                                                         | - 作詞・作曲・編曲：ミアナシメント - CD-Rを売り始めた当初はどちらの曲もタイトルが決まっていなかったためSem nome（ポルトガル語で"タイトル未定”の意）となっていた。ただし、2曲のタイトルが決まった後もCD-RにはSem nomeと記載されている。 | -           | -         |
| 8  | 2022年        | CD-R         | Shake remix2022  | -                                                                             | - | -           | -         |
| 9  | 2023年1月22日 | CD-R/配信    | Novo começo      | 1. rhythm 2. Dream 3. Don't stop the party 4. Good time 5. Lonly Night (demo) | - Novo começo：ポルトガル語で"新たな始まり"の意 - 配信にはLonely Nightが未収録。同曲が公演の直前に完成したため。 | CHAKO LABEL | -         |
| 10 | 2024年1月25日 | CD-R/配信    | Blue light       | 1. Snow White 2. summer me winter me 3. Forget                                | - 発売開始当日の生誕ライブで初披露されたEPタイトルと同名のBlue Lightが収録されてない真意は不明 | CHAKO LABEL | -         |
| 11 | 2024年1月25日 | CD-R         | guitarra         | 1. Don't diside me 2. summer time 3. miss you                                 | アコースティックギターによる弾き語り録音 | -           | -         |
| 12 | 2024年7月7日  | 8cmCD        | miatone          | 1. やだやだ 2. rhythm 3. 島風 4. Don't stop the party                         | - 1,3は幸せはとねの楽曲 七夕に合わせたタワーレコードの企画 | CHAKO LABEL | CHKO-0301 |
| 13 | 2025年5月3日  | CD-R         | Feel So Good     | Feel So Good                                                                  | - 作詞・作曲・編曲：ミアナシメント - Feel So Good - YouTube - Friday night 25partyでの限定販売 | -           | -         |

## ライブ

### 2017 - 2020年
- MILLI MILLI BARがサポートしているライブもある。かんたんふは西園寺が主導していた企画であるため、おひろめと生誕ライブのみを記載。なお、路上ライブを2018年後半に2回、2019年3月に行っている。

|    | 日付           | タイトル                                       | 公演場所                 | 備考                                                                             |
| -- | -------------- | ---------------------------------------------- | ------------------------ | -------------------------------------------------------------------------------- |
| 1  | 2017年10月1日  | ~Mi sueno ~ Mia 1st Live                       | 六本木VARIT.             | Mi sueno：ポルトガル語で"私の夢"の意 単独                                        |
| 2  | 2017年11月21日 | ~Mi sueno ~ Mia 2nd Live                       | 六本木VARIT.             | ゲスト：UKO                                                                      |
| 3  | 2017年12月10日 | ~Mi sueno ~ Mia 3rd Live                       | 六本木VARIT.             | ゲスト：西恵利香                                                                 |
| 4  | 2018年1月25日  | おとのなるほうへ(生誕ライブ)                   | 北参道ストロボカフェ     | MILLI MILLI BARとして開催                                                        |
| 5  | 2018年5月30日  | ~Mi sueno ~ Mia 4th Live                       | 六本木VARIT.             | MILLI MILLI BARとして開催                                                        |
| 6  | 2018年7月5日   | 下北セレソン                                   | 下北沢 BAR?CCO           | ゲスト：彼女のサーブ MILLI MILLI BARとして開催                                   |
| 7  | 2018年10月14日 | ~Mi sueno ~ Mia 5th Live                       | 六本木VARIT.             | ゲスト：真成香                                                                   |
| 8  | 2019年1月24日  | ミア・ナシメント バースデーライブ              | 下北沢 BAR?CCO           | ゲスト：加納エミリ/未優/MARINa                                                   |
| 9  | 2019年2月17日  | MUiTO SUiTO                                    | 神保町試聴室             | MUiTO SUiTO：ポルトガル語で"最高にスイートな瞬間"の意 ゲスト：CHiSEMiKU/天野なつ |
| 10 | 2019年4月22日  | MUiTO SUiTO vol.2                              | 北参道ストロボカフェ     | ゲスト：天野なつ/CHiSEMiKU                                                       |
| 11 | 2019年7月22日  | ミア・ナシメント卒業ライブ〜また会いましょう会 | Ｋ＆Ｍミュージック中野店 | ゲスト：小林清美                                                                 |
| 12 | 2019年7月14日  | かんたんふお披露目                             | 渋谷VISION               | かんたんふ主催                                                                   |
| 13 | 2020年1月25日  | かんたんふ ミアナシメント生誕祭                | 六本木VARIT.             | かんたんふ主催                                                                   |

### 現体制
ミアナシメント主催の企画は、以下の3つである。
- 生誕ライブ
- 「Friday Night」下北沢mona recordsで不定期開催
- 「kira kira  -きらきら-」マグノリアの雫。と共同開催

|    | 日付           | 公演タイトル                                    | 開催場所           | 備考 |
| -- | -------------- | ----------------------------------------------- | ------------------ | --- |
| 1  | 2021年9月10日  | Friday Night 1                                  | 下北沢mona records | - 入場無料 - ゲスト：ddm |
| 2  | 2021年11月19日 | Friday Night 2                                  | 下北沢mona records | - 入場無料 - ゲスト：桐原ユリ |
| 3  | 2022年1月28日  | ミアナシメント生誕&1周年フリーパーティー!!      | 下北沢mona records | - 入場無料 - ゲスト：桐原ユリ / 幸せはとね / 関美彦 20220128 Mia Nascimento ＠mona records〈ミアナシメント生誕＆1周年フリーパーティー!!!〉 - YouTube                                                                                       |
| 4  | 2022年3月11日  | Friday Night 3                                  | 下北沢mona records | ゲスト：marble≠marble / MCあんにゅ |
| 5  | 2022年9月30日  | Friday Night 4                                  | 下北沢mona records | ゲスト：ddm / 幸せはとね / はる陽。 |
| 6  | 2023年1月15日  | モコ・プロバスライブ                            | ライブバス         | 幸せはとね / 桐原ユリ 荻窪、阿佐ヶ谷、高円寺をバスで走行しながらライブを行った。 1部/14:15出発、2部/17:00出発 |
| 7  | 2023年1月22日  | Mia Nascimento 1st ワンマンライブ~Novo começo ~ | 月見ル君想フ       | - Novo começo：ポルトガル語で"新しい出発"の意 - 同名のEP収録曲がすべて初披露 - ゲスト：葵 - コラボ 正則学園高等学校 花いけ男子部 Novo começo 2023.01.22 - YouTube                                                                          |
| 8  | 2023年6月16日  | Friday Night 5                                  | 下北沢mona records | ゲスト：カノサレ / はる陽。 / marble≠marble |
| 9  | 2023年9月1日   | Friday Night 6                                  | 下北沢mona records | ゲスト：Vela / MIRAI / Ohana Misaki |
| 10 | 2023年11月17日 | Friday Night 7                                  | 下北沢mona records | ゲスト：はる陽。/ しあ / matsudamikii |
| 11 | 2024年1月20日  | Mia Musica                                      | 下北沢mona records | バンドメンバー：長谷泰宏 keyboard、伊賀航 bass、北山ゆう子 drums、山之内俊夫 guitar、関美彦 synth Mia Musica Band Set - YouTube - 「Blue Light」を初披露 - Keyshia Coleの「Love」のカバーを披露 Love (Keyshia Cole's song Cover) - YouTube |
| 12 | 2024年5月31日  | Friday Night 8                                  | 下北沢mona records | ゲスト：Ohana Misaki / はる陽。 / マグノリアの雫。 |
| 13 | 2024年9月20日  | kira kira -きらきら- #1                         | 新高円寺LOFT X     | マグノリアの雫。と共同開催。 ステージの飾付はにべ子が行っている。 ゲスト：ddm / あっすん / MCあんにゅ / usabeni |
| 14 | 2024年9月27日  | Friday Night 9                                  | 下北沢mona records | ゲスト：Chiaki / masa. / あんにゅとえでん |
| 15 | 2024年10月18日 | kira kira -きらきら- #2                         | 新高円寺LOFT X     | ゲスト：やちよゆゆ / はる陽。/ ごいちー / sommeil sommeil kira kira #2 - YouTube |
| 16 | 2024年11月15日 | kira kira -きらきら- #3                         | 阿佐ヶ谷家劇場     | ゲスト：ANGEL / flowered gem / yumenouragawa |
| 17 | 2024年12月20日 | kira kira -きらきら- #4                         | 新高円寺LOFT X     | ゲスト：関美彦 / 彼女のサーブ&レシーブ / downerprism / あっすん |
| 18 | 2025年1月17日  | kira kira -きらきら- #5                         | 新高円寺LOFT X     | ゲスト：璃咲 / 残響 / 甲斐莉乃 / sommeil sommeil |
| 19 | 2025年2月20日  | Mia birthday night                              | 下北沢mona records | ミアの体調不良のため延期 - ゲスト：masa / Ohana Misaki / SUPERSTARJULIE / 関美彦 |
| 20 | 2025年3月21日  | kira kira -きらきら- #7                         | 新高円寺LOFT X     | ゲスト：ddm / masa. / 松原みずき / あっすん |
| 21 | 2025年4月18日  | kira kira -きらきら- #8                         | 新高円寺LOFT X     | - 開催8回目にして始めて、開演前ににべ子とふたりでMCを行った。 - ゲスト：宮本彩陽 / 松原みずき / ゆいざらす / sommeil sommeil |
| 22 | 2025年5月3日   | Friday Night 〜25party〜                        | 下北沢mona records | - ゲスト：masa / Ohana Misaki / SUPERSTARJULIE / 関美彦 - 土曜開催だがFriday Night - 2025年2月20日に開催予定だったMia birthday nightの振替 - 「Feel So Good」を初披露                                                                      |
| 22 | 2025年5月16日  | kira kira -きらきら- #9                         | 新高円寺LOFT X     | - ゲスト：zubico / MCあんにゅ / グレーテルは大人にならない / オクヤマ ウイ - にべ子とのオープニングMCにて今後は隔月開催になるとの告知。ふたりでForgetを披露 - 「Full Moon」を初披露。当日朝に完成。 - Full Moon - YouTube                  |
| 23 | 2025年7月18日  | kira kira -きらきら- #10                        | 新高円寺LOFT X     | - ゲスト：しあ / ddm / わくわくダンシング / sommeil sommeil - にべ子とのオープニングMCにて「接吻」を披露。 - 次回#11は9月20日土曜開催の告知 - ライブ中「Don't stop the party」でフロアに降りてファンの中で歌った                           |